# Adolfo Latorre López
Adolfo Latorre López fue un político peruano. 
Nació en Quillabamba, provincia de La Convención, departamento del Cuzco en 1936. Realizó sus estudios primarios en su ciudad natal y los secundarios en los colegios Salesiano y Ciencias. Entre 1968 y 1971, estudió Relaciones Públicas en la Universidad Nacional de San Antonio Abad del Cusco desarrollando su desarrollo profesional en el sector privado.
Participó en las elecciones municipales de 1980 y resultó elegido como regidor de la municipalidad provincial de La Convención por el partido Acción Popular. Participó en las elecciones generales del 2001 y fue elegido congresista por el departamento del Cusco por el partido Perú Posible. En 2011, intentó la reelección como congresista por el departamento del Cusco sin éxito.